# Santa Lucia (Ilocos Sur)
Santa Lucia ist eine Stadtgemeinde in der philippinischen Provinz Ilocos Sur und liegt am Südchinesischen Meer. In dem 49,9 km² großen Gebiet lebten im Jahre 2015 25.402 Menschen, wodurch sich eine Bevölkerungsdichte von 509 Einwohnern pro km² ergibt. Die Bevölkerung spricht Ilokano und Tagalog, ist sehr christlich und lebt hauptsächlich vom Reis- und Tabakanbau.
Santa Lucia ist in folgende 36 Baranggays aufgeteilt:
| - Alincaoeg - Angkileng - Arangin - Ayusan (Pob.) - Banbanaba - Bani - Bao-as - Barangobong (Pob.) - Buliclic - Burgos (Pob.) - Cabaritan - Catayagan | - Conconig East - Conconig West - Damacuag - Lubong - Luba - Nagrebcan - Nagtablaan - Namatican - Nangalisan - Palali Norte - Palali Sur - Paoc Norte | - Paoc Sur - Paratong - Pila East - Pila West - Quinabalayangan - Ronda - Sabuanan - San Juan - San Pedro - Sapang - Suagayan - Vical |